# Сторожков Микита Юрійович
Сторожко́в Мики́та Ю́рійович (27 травня 1982) — український художник, представник Ар брют. Відомий своїми графічними роботами, що складаються з загадкових символів та нагадують давню писемність невідомого походження, за що його прозвали «Ловцем таємних кодів».

## Творчість

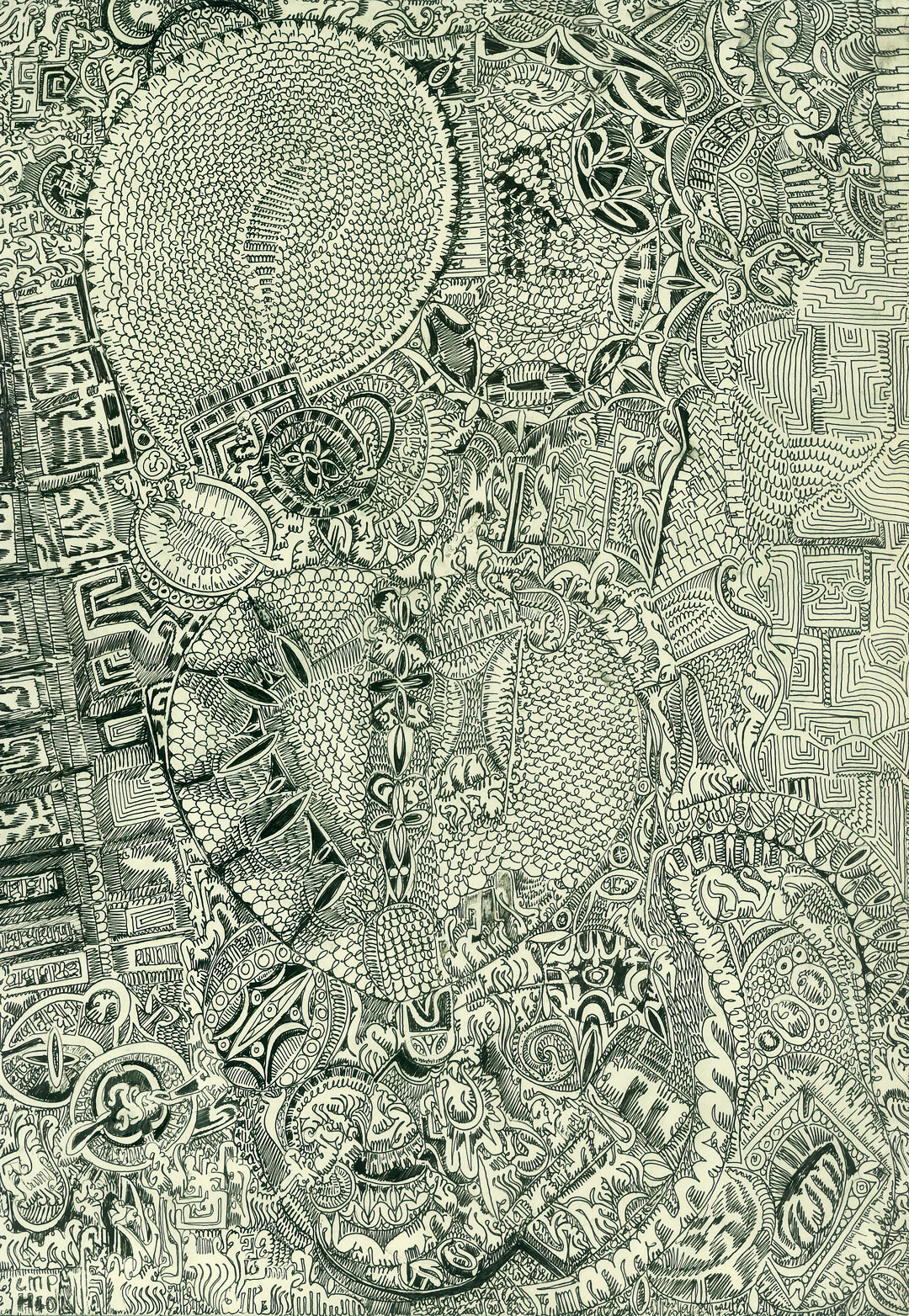
Микита Сторожков, "Без назви", 43 x 30,5 см, папір, ручка (2015)

Микита Сторожков створює свої роботи на папері, полотні та картоні, використовуючи доступні матеріали, такі як гелієві та кулькові ручки, а також акрилові маркери. Методика створення робіт художника базується на імпровізації, Сторожков трансформує елементи і образи давньої писемності, геометрії, географії, фізики, алгебри та хімії. На його малюнках можна розглянути геометричні фігури і деталі географічних карт, а також образи, складені з шрифтів і орнаментів, що нагадують загадкові закодовані послання.
Микита Сторожков про своє захоплення символами:
«Це моя розробка, ідея і фантазії. В одному зошиті я намалював китайські символи і древні писемності. Я ходив на китайське ушу. Там було чотири українці і всі китайці. Питаю їх, хто кого тут навчає? Виявляється, ми їх навчаємо. Вони у нас живуть, тоді їдуть на змагання, перемагають, повертаються в Україну і продовжують проводити заняття. Там я познайомився з китайським професором, який навчив мене китайських і японських ієрогліфів. Битися я залишив. Вивчав ієрогліфи...
З зошитів сам роблю журнали. Мої роботи містичні. У них я використовую давнє письмо та шрифти. Писав їх сам, з голови...
Козаки носили червоні шаровари, дівчата – червоні чоботи. Червоний – колір єдності всього світу. Люблю характерників. Вони були непереможні, їхня сила йшла з душі. Ці козаки вдягали спеціальні пояси. Були з крилами».
Микита Сторожков про творчість у рамках проекта Strange Time:
"Ми живемо заради мистецтва і любові - любові до життя, людям, тваринам, землі. Мистецтво показує, що ми живемо." — Микита Сторожков

## Виставки
2020 — "Strange Time" (Міжнародна виставка сучасного мистецтва у віртуальному просторі)
2018 — "Art Seasons | Art Winter Contemporary" (Центр сучасного мистецтва М17, Київ, Україна)
2018 — "Таємничість символів" (Єврейський общинний центр «Халом», Київ, Україна)
2016 — "Спадщина" (Інститут проблем сучасного мистецтва, Київ, Україна)
2015 — "Таємничість символів" (Арт-простір "SKLO», Київ, Україна)

## Цікаві факти
- 24 квітня 2015 року Студія Художньої Майстерні Борисенко у фейсбуку поширила фотографії робіт художника.[12] Відтак його творами зацікавились галерести та арт-менеджери.
- Микита Сторожков є автором обкладинки платівки "Pangaea Nova" українського електронного проекту Asyncronous, виданої в липні 2020 року в рамках серії Special Editions на відомому британському лейблі Phonica Records.[13][14]